# Amt Friesoythe
Das Amt Friesoythe war ein Verwaltungsbezirk im Land Oldenburg. Im Mai 1933 wurde es mit dem Amt Cloppenburg zusammengefasst, das seit 1939 als Landkreis Cloppenburg weitergeführt wird.

## Zusammensetzung
Das Amt Friesoythe bestand 1910 aus folgenden Gemeinden
- Altenoythe,
- Barßel,
- Bösel,
- Friesoythe,
- Markhausen,
- Neuscharrel,
- Ramsloh,
- Scharrel,
- Strücklingen.

## Einwohnerentwicklung
Die Bevölkerung des Amtes wuchs von 1890 bis 1925 wie folgt:
| Jahr | Einwohnerzahl | Katholiken | Evangelische | Juden |
| 1890 | 10.648        |            |              |       |
| 1900 | 11.171        | 9.754      | 1.380        |       |
| 1910 | 13.359        | 10.963     | 2.309        |       |
| 1925 | 18.252        | 13.542     | 4.659        | 4     |